# Enrique el Mellizo
Francisco Antonio Enrique Jiménez Fernández, (Cádiz, 1 de diciembre de 1848, Cádiz, 30 de mayo de 1906), conocido como Enrique el Mellizo, fue un cantaor gitano flamenco español.
Enrique Jiménez no se dedicó profesionalmente a la música ya que su oficio era el de matarife en el matadero de Cádiz.

## Biografía
Debía su apodo a que su padre tenía un hermano mellizo, por lo que comenzó a conocérsele como Enrique «el hijo del Mellizo».
Compaginaba su actividad musical y las actuaciones en los cafés cantantes de Cádiz con su profesión de puntillero y matarife en el matadero gaditano.
Sus cantes eran de enorme belleza según el testimonio de los que lo escucharon, pues carecemos de grabaciones. Se cuenta que el gran cantaor Manuel Torre lloró la primera vez que lo oyó cantar. Tuvo un amplio repertorio destacando sus interpretaciones de malagueñas. Engrandeció algunos estilos como las alegrías, la saeta por siguiriyas o los tientos. Fue también el creador del cante por soleares gaditano.
Falleció a los 57 años como consecuencia de una tuberculosis pulmonar. Según el escritor Luis López Ruiz, es uno de los artistas referentes de la llamada Edad de Oro del flamenco.